# Vincent du Vigneaud
Vincent du Vigneaud (Chicago, EUA, 18 de maig de 1901 - Scarsdale, 11 de desembre de 1978) fou un bioquímic i professor universitari nord-americà, d'ascendència francesa, guardonat amb el Premi Nobel de Química l'any 1955.

## Biografia
Va néixer el 18 de maig de 1901 a la ciutat de Chicago, situada a l'estat nord-americà de Michigan. Va estudiar bioquímica a les universitats d'Illinois i de Rochester, on es va doctorar. El 1927 fou nomenat professor de bioquímica a la Universitat de d'Illinois i posteriorment va ser nomenat cap del Departament de Bioquímica de l'Escola de Medicina George Washington. Finalment l'any 1938 fou nomenat catedràtic de la Universitat Cornell.
Va morir l'11 de desembre de 1978 a la seva residència de Scarsdale, població situada a l'estat de Nova York.

## Recerca científica
La seva recerca es va centrar en l'estudi de la naturalesa i comportament del sofre polipèptid en relació amb l'estructura de certes hormones, com la insulina i les hormones del lòbul posterior de la hipòfisi o glàndula pituïtària, dues de les quals va assolir aïllar i obtenir en estat pur. Ambdues hormones, l'oxitocina que estimula les contraccions de l'úter i el funcionament de les glàndules mamàries, i la vasopressina que augmenta la tensió arterial i excita la musculatura llisa de l'aparell digestiu, estan constituïdes per cicles polipèptids de vuit aminoàcids amb un pont de dos àtoms de sofre.
L'any 1955 fou guardonat amb el Premi Nobel de Química pel seu treball sobre la unió de sofre, cabdal en la síntesi de la primera hormona polipèptida.